# Vilâyet Beirut

Das Vilâyet Beirut im Osmanischen Reich

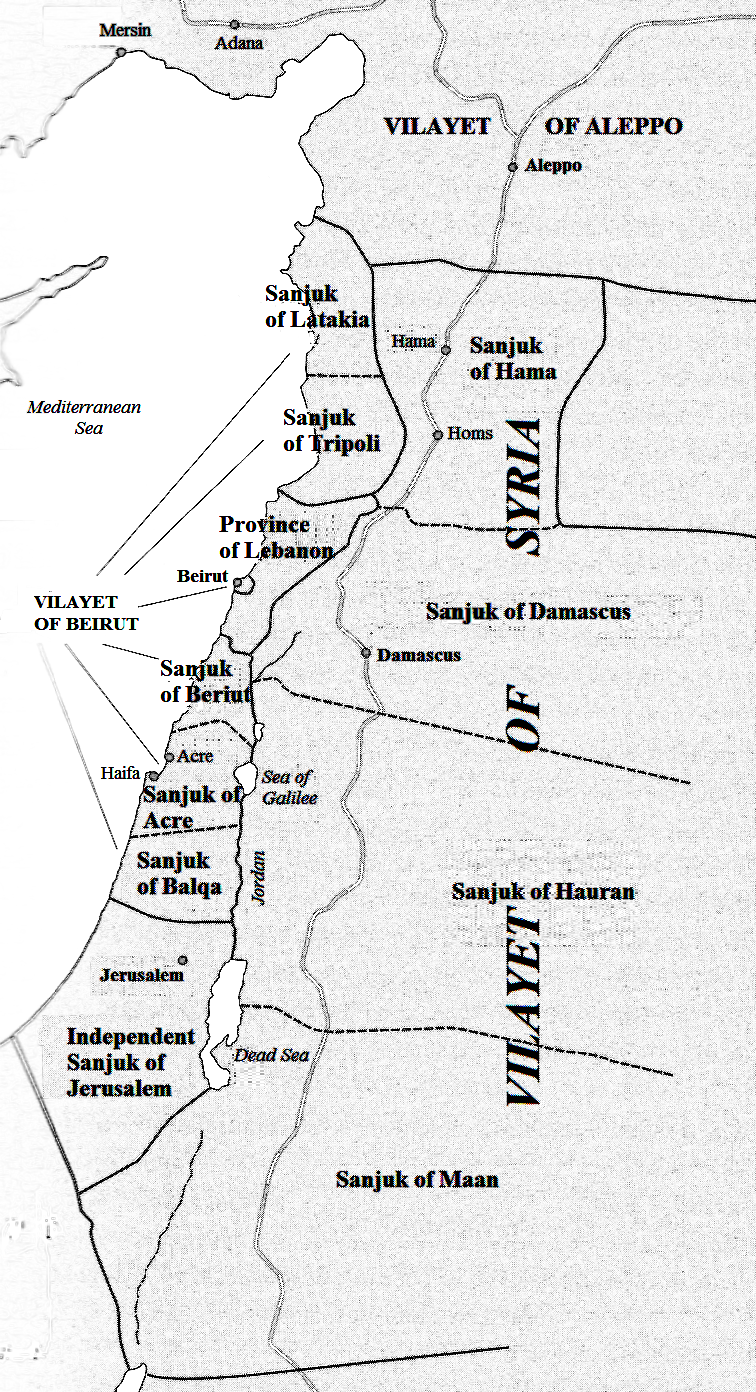
Osmanische Levante

Das Vilâyet Beirut (osmanisch ولاية بيروت, türkisch Beyrut Vilayeti) war eine administrative Verwaltungseinheit (Provinz, tr. Vilâyet) des Osmanischen Reiches. Es wurde 1888 aus den Küstengegenden des Vilâyets Syrien errichtet, um die neue Wichtigkeit der blühenden Hauptstadt Beirut zu würdigen, die in den vorangehenden Jahren bedeutendes Wachstum verzeichnet hatte. Es wurde vom Vilâyet Syrien im Osten, dem Vilâyet Aleppo im Norden, dem unabhängigen Mutesarriflik Jerusalem im Süden sowie dem Mittelmeer im Westen umschlossen.
Im Ersten Weltkrieg wurde das Gebiet, bevor Streitkräfte der Triple Entente es einnahmen, im Sykes-Picot-Abkommen 1916 der Dritten Französischen Republik zugesprochen. Frankreich eroberte das osmanische Gebiet schließlich in diesem Krieg. 1920 wurde das Gebiet des Vilayets ohne die Sandschaks Akko und Nablus, die ans neu gebildete Mandatsgebiet Palästina kamen, dem französischen Völkerbundmandat für Syrien und Libanon einverleibt und in den neuen Staat Großlibanon umgewandelt, dem auch das Mutesarriflik Libanonberg zugeschlagen wurde.

## Verwaltungsgliederung
Das Vilâyet bestand aus fünf Sandschaks. Sandschaks des Vilâyets von Beirut:
1. Sandschak von Akka
2. Sandschak von Beirut
3. Sandschak von Latakia
4. Sandschak von Nablus